# 北京市育才学校
北京市育才学校是北京市一所12年建制的学校，涵盖小学教育、初中教育、高中教育。学校前身于1937年创办于陕甘宁边区延安的鲁迅师范学校附属干部子弟小学班（八路军干部子弟小学），1949年解放前，学校迁到北京。学校位于明清两代皇家园林先农坛内。学校现有小学部、初中部和高中部，其中高中部现为北京市示范性普通高中。
北京市育才学校在校学生4000余名，教师400名。现任校长为桑春茂，党委书记为齐建军。